# Campeonato Mundial de Gimnasia Rítmica de 1981
El X Campeonato Mundial de Gimnasia Rítmica se celebró en Múnich (R.F.A.) entre el 21 y el 24 de octubre de 1981 bajo la organización de la Federación Internacional de Gimnasia (FIG) y la Federación Alemana de Gimnasia.

## Resultados
| Evento                   | Oro                                 | Plata                                                         | Bronce                              |
| ------------------------ | ----------------------------------- | ------------------------------------------------------------- | ----------------------------------- |
| Concurso completo ind.   | Lilia Ignatova Bulgaria 39,150 pts. | Iliana Raeva Bulgaria / Anelia Ralenkova Bulgaria 39,050 pts. |                                     |
| Cuerda                   | Lilia Ignatova Bulgaria 19,700      | Anelia Ralenkova Bulgaria 19,600                              | Iliana Raeva Bulgaria 19,550        |
| Mazas                    | Anelia Ralenkova Bulgaria 19,700    | Lilia Ignatova Bulgaria 19,650                                | Irina Devina Unión Soviética 19,550 |
| Cinta                    | Irina Devina Unión Soviética 19,700 | Iliana Raeva Bulgaria 19,600                                  | Anelia Ralenkova Bulgaria 19,550    |
| Aro                      | Lilia Ignatova Bulgaria 19,600      | Iliana Raeva Bulgaria / Anelia Ralenkova Bulgaria 19,550      |                                     |
| Grupos concurso completo | Bulgaria 38,575                     | Unión Soviética 38,350                                        | Checoslovaquia 38,150               |

## Medallero
| Núm. | País            | Oro | Plata | Bronce | Total |
| ---- | --------------- | --- | ----- | ------ | ----- |
| 1    | Bulgaria        | 5   | 7     | 2      | 14    |
| 2    | Unión Soviética | 1   | 1     | 1      | 3     |
| 3    | Checoslovaquia  | 0   | 0     | 1      | 1     |

- Datos: Q2559861